# 7684 Marioferrero
7684 Marioferrero eller 1997 EY är en asteroid i huvudbältet som upptäcktes den 3 mars 1997 av den italiensk-amerikanske astronomen Paul G. Comba vid Prescott-observatoriet. Den är uppkallad efter den italienska astronomen Mario A. Ferrero.
Asteroiden har en diameter på ungefär 6 kilometer och den tillhör asteroidgruppen Agnia.